# Festuca olchonensis
Festuca olchonensis är en gräsart som beskrevs av Evgenii Borisovich Alexeev. Festuca olchonensis ingår i släktet svinglar, och familjen gräs. Inga underarter finns listade i Catalogue of Life.